# Арляново (Алнашский район)
Арляново (удм. Арлан) — деревня в Алнашском районе Удмуртии, входит в Асановское сельское поселение. Находится в 7 км к югу от села Алнаши и в 91 км к юго-западу от Ижевска.
Население на 1 января 2008 года — 43 человека.

## История
По итогам десятой ревизии 1859 года в 19 дворах казённой деревни Арляново (Арманово) Елабужского уезда Вятской губернии проживало 60 жителей мужского пола и 56 женского. На 1914 год жители деревни числились прихожанами Свято-Троицкой церкви села Алнаши.
В 1921 году, в связи с образованием Вотской автономной области, деревня передана в состав Можгинского уезда. В 1924 году при укрупнении сельсоветов Арляново вошло в состав Асановского сельсовета Алнашской волости, в следующем 1925 году образован Кучеряновский сельсовет в состав которого передана деревня. В 1929 году упраздняется уездно-волостное административное деление и деревня причислена к Алнашскому району. В том же году в СССР начинается сплошная коллективизация, в процессе которой в Арляново образована сельхозартель (колхоз) «КИМ».
- Колесников Тимофей Капитонович (1907 г.р.) — кулак.
- Колесников Григорий Капитонович (1902 г.р.) — член семьи кулака.
- Колесникова Елена Тимофеевна (1935 г.р.) — член семьи кулака.
- Колесникова Ефросинья Федоровна — член семьи кулака.

В 1950 году проводится укрупнение сельхозартелей колхоз «КИМ» упразднён, несколько соседних колхозов объединены в один колхоз «имени Ленина». В 1964 году Кучеряновский сельсовет был переименован в Байтеряковский, а через два года в 1966 году образован Асановский сельсовет и Арляново перечислено к новому сельсовету.
16 ноября Асановский сельсовет был преобразован в муниципальное образование Асановское и наделён статусом сельского поселения.